# John Rawls (skådespelare)
John Rawls, född 4 maj 1972 i England, är en nyzeeländsk skådespelare.

## Biografi
John Rawls föddes i England men växte sedan upp i Hamilton på Nya Zeeland, efter att ha flyttat dit vid sex års ålder. Han är känd för att spela den ondskefulle vampyren Zurial i David Slades vampyrfilm 30 Days of Night från år 2008. Han medverkar även i Peter Jacksons filmserie Hobbiten som skurken Yazneg. I tidigare källor rapporterades det dock att han skulle spela en annan skurk vid namn Azog.
Han är knuten till skådespelaragenturen Kathryn Rawlings & Associates, baserad i Auckland.

## Filmografi i urval
- 2006 – Salt (kortfilm)
- 2007 – 30 Days of Night
- 2008 – Legend of the Seeker (TV-serie, ett avsnitt)
- 2010 – Spartacus: Blood and Sand (TV-serie, ett avsnitt)
- 2010 – The Warrior's Way
- 2012 – Hobbit: En oväntad resa